# Ivesdale
Ivesdale és una població dels Estats Units a l'estat d'Illinois. Segons el cens del 2000 tenia 288 habitants.

## Demografia
Segons el cens del 2000, Ivesdale tenia 288 habitants, 117 habitatges, i 84 famílies. La densitat de població era de 148,3 habitants/km².
Dels 117 habitatges en un 28,2% hi vivien nens de menys de 18 anys, en un 60,7% hi vivien parelles casades, en un 8,5% dones solteres, i en un 28,2% no eren unitats familiars. En el 25,6% dels habitatges hi vivien persones soles l'11,1% de les quals corresponia a persones de 65 anys o més que vivien soles. El nombre mitjà de persones vivint en cada habitatge era de 2,46 i el nombre mitjà de persones que vivien en cada família era de 2,92.
Per edats la població es repartia de la següent manera: un 20,5% tenia menys de 18 anys, un 10,1% entre 18 i 24, un 28,5% entre 25 i 44, un 27,8% de 45 a 60 i un 13,2% 65 anys o més.
L'edat mediana era de 40 anys. Per cada 100 dones de 18 o més anys hi havia 92,4 homes.
La renda mediana per habitatge era de 45.938 $ i la renda mediana per família de 51.964 $. Els homes tenien una renda mediana de 42.083 $ mentre que les dones 21.696 $. La renda per capita de la població era de 18.829 $. Cap de les famílies i el 3,5% de la població estaven per davall del llindar de pobresa.

## Poblacions més properes
El següent diagrama mostra les poblacions més properes.